# Joaquim Draper
Joaquim Draper (Espanya, segle XIX) fou compositor. Cap al 1880 va publicar a Barcelona bona part de les seves obres que es basen sobretot en peces per a piano solista, nocturns, mazurkes i rigodons entre d'altres. Les seves composicions foren pensades, sobretot, per a ser interpretades per a senyoretes de la societat burgesa del segle xix, aficionades a la música.

## Obra
Música religiosa
- Ave Maria, per a orgue (Sociedad Editorial de Música)
- Invocació a Maria, melodía (SMB)
- L'adoració dels pastors, nadala a dues veus (Madrid, Rafael Guardia)
- L'aparció d'un àngel, pregària (UME)

Obres per a piano
- Àlbum de ball (AV)
- Americanes (VLL)
- Col·lecció de peces fáciles (Madrid, Rafael Guardia)
- El Carnaval infantil, (VLL)
- Festa camperola, peça fácil (VLL)
- Festa marítima (VLL)
- Jacint (IA)
- L'oració del matí, nocturn (UME)
- L'aració de la tarda, nocturn (UME)
- La primavera, mazurka (IA)
- Les papallones, rigodón (VLL)
- Matilde, mazurka (Madrid, Rafael Guardia)[1]